# Chrośno (wieś)
Chrośno – wieś w Polsce położona w województwie łódzkim, w powiecie zgierskim, w gminie Aleksandrów Łódzki.
Wieś duchowna, własność klasztoru kanoników regularnych w Trzemesznie położona była w końcu XVI wieku w powiecie łęczyckim województwa łęczyckiego. W latach 1975–1998 miejscowość administracyjnie należała do ówczesnego województwa łódzkiego.
Wieś w formie rzędówki z luźną zabudową wzdłuż drogi, przekształcającą się stopniowo w ulicówkę.
W roku 2011 liczba mieszkańców wynosiła 112 osób. 